# Partij Nieuw Limburg
De Partij Nieuw Limburg (PNL) is een Nederlandse politieke partij die actief is in de provincie Limburg.
De PNL werd in 1986 opgericht vanuit de Democraten Roermond en deed in 1987 voor het eerst mee aan de Provinciale Verkiezingen. Er werden 4 zetels behaald en de partij groeide tot 6 zetels in 1999. In 2003 werden door interne problemen nog maar 2 zetels behaald, in 2007 nog 1 en na de verkiezingen in 2011 maakt de PNL geen deel meer uit van de Provinciale Staten van Limburg. De PNL deed in 2015 niet meer mee aan de Provinciale Statenverkiezingen en leidt een minimaal bestaan. De website van de partij is niet meer actief. 
Jongerenorganisatie JPNL werd in 1996 opgericht en samen met andere regionale partijen is de PNL sinds 1995 in de Eerste Kamer vertegenwoordigd via de Onafhankelijke Senaatsfractie (OSF).

## Zetels per provinciale verkiezing
- 1987: 4
- 1991: 5
- 1995: 5
- 1999: 6
- 2003: 2
- 2007: 1
- 2011: 0
- 2015: -